# Euproctis docima
Euproctis docima är en fjärilsart som beskrevs av Collenette 1947. Euproctis docima ingår i släktet Euproctis och familjen tofsspinnare. Inga underarter finns listade i Catalogue of Life.